# Arrest Poortvliet
Poortvliet of Poortvliet/Hovener (HR 19 januari 1979, NJ 1979/412) is de roepnaam van een arrest van de Hoge Raad van 19 januari 1979 inzake de uitputtingsregel in het Nederlands auteursrecht.

## Casus en beoordeling in eerste aanleg
Uit de conclusie van procureur-generaal Van Oosten blijken de volgende feiten:
Rien Poortvliet en uitgeverij Unieboek BV hebben op 7 juni 1976 een overeenkomst gesloten, waarbij zij onder andere zijn overeengekomen dat Poortvliet dertien door hem vervaardigde schilderijen zonder eigendomsoverdracht aan Unieboek BV zal afstaan opdat deze in een door Unieboek BV te vervaardigen kalender kunnen worden gebruikt. Tevens heeft Poortvliet aan Unieboek BV het uitsluitend recht van uitgave voor eigen rekening en risico in de Nederlandse en iedere vreemde taal gecedeerd.
In 1977 heeft Unieboek BV een kalender in de handel gebracht waarin de dertien reproducties van Poortvliets schilderijen zijn verwerkt (twaalf maanden en een voorkant). Op enig moment heeft Hovener, zonder toestemming van Poortvliet of Unieboek, uit door hem gekochte exemplaren van de kalender de schilderijen geknipt, op spaanplaat geplakt en aan het publiek aangeboden en verkocht.
Poortvliet en Unieboek dagvaarden, ieder voor zich, Hovener in kort geding voor de president van de Rechtbank Rotterdam en vorderen, onder bedreiging van een dwangsom, "Hovener te bevelen zich te onthouden van het op enigerlei wijze in de handel brengen van de (...) schilderijen van Poortvliet". De president voegt de zaken en weigert de gevraagde voorziening. Hij onderbouwt deze beslissing met de overweging dat Hovener de kalenders heeft gekocht en de exemplaren, inclusief de daarin afgebeelde schilderijen van Poortvliet, dus op rechtmatige wijze in bezit heeft gekregen, dat Hovener daarvoor een vergoeding heeft betaald en dat het uitsluitend recht tot openbaarmaking als gevolg van de openbaarmaking van de verveelvoudigingen van Poortvliets schilderijen in de kalender ten aanzien van Poortvliet en Unieboek is uitgeput.
Poortvliet stelt hoger beroep in tegen de beslissing.

## Beoordeling door het Hof
In hoger beroep voert Poortvliet onder meer een grief aan tegen de beslissing van de president dat zijn uitsluitend recht tot openbaarmaking in de vorm van kalenders ten aanzien van hem is uitgeput.
Bij arrest van 11 november 1977 vernietigt het Hof 's-Gravenhage het vonnis van de president en beveelt Hovener "zich te onthouden van het op enigerlei wijze in de handel brengen van de (...) reprodukties van schilderijen van Poortvliet met veroordeling van Hovener tot betaling van een dwangsom van ƒ 5000,- voor iedere overtreding van dit verbod". Daartoe overweegt het Hof dat de grief terecht is voorgesteld, nu Poortvliet:

... door aan Unieboek dertien door hem vervaardigde schilderijen ter reproduktie ten behoeve van een door haar uit te geven kalender af te staan, haar wel het recht heeft gegeven die schilderijen tot dat doel en in die vorm te verveelvoudigen en openbaar te maken, maar niet om deze als losse reprodukties in de handel te brengen, en, naar het Hof voorshands meent, het uitsluitend recht tot openbaarmaking van een of meer verveelvoudigingen van die schilderijen door voormelde overeenkomst met Unieboek voor Poortvliet dan ook niet was uitgeput;

Naar het oordeel van het Hof heeft Hovener, door de afgebeelde schilderijen uit de kalender te knippen, op spaanplaat te plakken en te verkopen, de reproducties openbaar gemaakt, terwijl dit het uitsluitend recht van Poortvliet is. Hovener tekent cassatie aan bij de Hoge Raad.

## Beoordeling door de Hoge Raad
De Hoge Raad neemt als vaststaand aan dat Poortvliet "door aan Unieboek de door hem vervaardigde schilderijen ter reproduktie ten behoeve van een door haar uit te geven kalender af te staan, aan Unieboek slechts het recht heeft gegeven die schilderijen tot dat doel en in die vorm te verveelvuldigen en openbaar te maken, en niet om deze als losse reprodukties in de handel te brengen" en dat Hovener "een aantal van de reprodukties van door hem gekochte kalenders heeft afgeknipt, op spaanplaat geplakt en op die manier aan het publiek heeft aangeboden en verkocht". De Hoge Raad kwalificeert dit laatste, in lijn met het Hof, als een openbaarmaking in de zin van de Auteurswet. Daaraan doet volgens de Hoge Raad niet af dat de door Hovener gekochte kalenders in druk waren verschenen, "nu Hovener aan de reprodukties die onderdeel waren van de kalenders — naar hun aard slechts gedurende een korte periode voor en in het jaar waarvoor zij bestemd waren, op normale wijze verkoopbaar —, een andere vorm heeft gegeven en ze in die vorm afzonderlijk onder het publiek heeft verspreid".
De Hoge Raad verwerpt het beroep.

## Relevantie
In dit arrest heeft de Hoge Raad bepaald dat van uitputting in de zin van artikel 12 (thans artikel 12b) van de Auteurswet slechts sprake is, indien een rechtmatig in het verkeer gebracht exemplaar van een auteursrechtelijk beschermd werk verder als zodanig (d.i. ongewijzigd) wordt doorverkocht. Daarvan is bijvoorbeeld sprake als B een exemplaar van een door A geschreven boek aanschaft en deze doorverkoopt aan C. A kan zich niet tegen de doorverkoop verzetten: ten aanzien van dat exemplaar is zijn openbaarmakingsrecht uitgeput. In casu ging het echter om een ingrijpende wijziging van het werk (uitknippen, op karton plakken en als eigen werk doorverkopen), zodat van het doorverhandelen van hetzelfde exemplaar geen sprake was. De Hoge Raad overweegt dat Poortvliets' openbaarmakingsrecht "tot dat doel en in die vorm", namelijk het door Unieboek verwerken van de schilderijen in de vorm van een kalender, is uitgeput, maar dat het verhandelen van reproducties van schilderijen geen exploitatie betreft van exemplaren zoals die door Poortvliet in het verkeer zijn gebracht en dus onrechtmatig is.
In juli 2013 stelde de Hoge Raad prejudiciële vragen aan het Hof van Justitie naar aanleiding van een vergelijkbare zaak die speelde tussen Stichting Pictoright en Art & Allposters International B.V. Allposters is een aanbieder van posters en prints en biedt haar klanten de mogelijkheid om afbeeldingen op canvas te bestellen. Daarbij neemt Allposters een papieren poster, brengt daarop een kunststof laag aan, zet het geheel over op een canvasdoek en spant dit op zijn beurt op een houten frame. Het Hof 's-Hertogenbosch heeft bij arrest van 3 januari 2012, met verwijzing naar het Poortvliet-arrest, geoordeeld dat sprake is van inbreuk door Allposters. De Hoge Raad heeft het Hof van Justitie gevraagd of het in gewijzigde vorm in het verkeer brengen van rechtmatig in de Europese Economische Ruimte in het verkeer gebrachte werken de uitputting doorbreekt, welke maatstaven daarbij moeten worden aangelegd, en of die maatstaven ruimte laten voor de maatstaf die de Hoge Raad heeft aangelegd in het Poortvliet-arrest. Het Hof wees op 22 januari 2015 arrest in de zaak, waarbij het de Poortvliet-doctrine bevestigde.